# Messerangriff von Sagamihara
Beim Messerangriff von Sagamihara wurden am 26. Juli 2016 im japanischen Sagamihara, Präfektur Kanagawa, etwa 50 Kilometer südwestlich von Tokio, 19 Menschen in einem Behindertenheim getötet. Die Tat wurde von einem 26-Jährigen ausgeführt, der bis zum Februar 2016 in der Einrichtung gearbeitet hatte.
Der Angriff ist, gemessen an Todesopfern, einer der schwersten einzelnen Gewaltakte in Japan seit Ende des Zweiten Weltkriegs. Er forderte damit mehr Todesopfer als der Giftgasanschlag in der Tokioter U-Bahn im Jahre 1995 (13 Tote), bei dem jedoch über 6000 Verletzte zu beklagen waren.

## Hintergrund
Die Tat ereignete sich in der Tsukui Yamayuri-en (津久井やまゆり園), einer Einrichtung für Menschen mit geistiger Behinderung am Sagami im Ortsteil Chigira des Stadtbezirks Midori von Sagamihara. Ende April 2016 lebten dort 149 Bewohner im Alter von 19 bis 75 Jahren.

## Tathergang
Der Angreifer drang in der Nacht zum Dienstag, den 26. Juli 2016, gegen 2 Uhr Ortszeit (17 Uhr UTC des Vortages) durch ein Fenster in die Anlage ein und stach dort mit einem Messer auf überwiegend schlafende Menschen ein. Neben den 19 getöteten Personen wurden weitere 26 Menschen verletzt.
Bei den Todesopfern handelt es sich um neun Frauen und zehn Männer im Alter von 18 bis 70 Jahren.

## Täter
Bei dem Angreifer handelt es sich um den 26-jährigen Satoshi Uematsu, der bis Februar 2016 in der Einrichtung angestellt war. Nach der Tat fuhr er in seinem Auto zur Polizei, stellte sich und wurde festgenommen. Am 19. Februar 2016 war der Täter zwangsweise in klinische Behandlung genommen worden, nachdem er Phantasien über Tötungen von behinderten Menschen geäußert hatte. So schickte er einen Brief an das Japanische Parlament, in dem er sich anbot, Behinderte zu töten. Am 2. März 2016 wurde er aus der Zwangsbehandlung entlassen, da ihn die behandelnden Ärzte für ungefährlich hielten. 2020 wurde er zum Tode verurteilt.
Koordinaten: 35° 36′ 49″ N, 139° 12′ 47″ O